# 黃福榮
黃福榮，MBG（1964年7月6日—2010年4月14日），綽號阿福，香港人，原是一名集装箱货车司机，2002年开始在中国内地做慈善工作。2010年4月14日，在青海省玉樹地震中為拯救被压孤儿不幸罹難，終年45歲。香港政府於第三季追授金英勇勳章。香港政府提出將黃福榮遺體安葬於景仰園，如获家人答允，黄福荣将成为下葬景仰园的第一人，可是其家人婉拒此建議。黃福榮的遺體於4月18日經過深圳灣口岸運回香港，多名主要官員，包括律政司司長黃仁龍均出席在口岸舉行的迎接儀式，靈柩並蓋上香港區旗以示敬意。黃福榮的家人表示有意成立基金，幫助當地孤兒。

## 生平
黃福榮是一位貨車司機，2002年為了替中華骨髓庫籌款而由香港徒步步行往北京，2003年獲得「最具勇敢精神的愛心大使獎」。2008年汶川地震時，參加義工前往救援。小學時曾就讀厦村友恭學校。

## 逝世經過
2010年4月14日地震發生後，黃福榮得悉6名學生及老師被困危樓，兩度衝回災場救人。黃福榮第一次返回危樓時，成功救出2人，惟黃褔榮第二次返回危樓時，不幸遇上6.3級餘震，就在樓房完全崩塌的一刻，他把身旁3名孤兒推到房子邊緣，自己卻走避不及被瓦礫壓住，3名孤兒及老師大難不死，黃福榮卻因而犧牲，並在5月6日於紅磡世界殯儀館設靈。
同年8月，香港紅十字會成立黃福榮基金會協助推廣義務工作。